# Cap Silleiro
El cap Silleiro és un cap situat a la costa atlàntica de Galícia, al sud-oest de la comunitat. Tanca la ria de Vigo pel sud i marca l'inici de les Rías Baixas cap al nord. Es troba entre les parròquies de Baredo i Mougás, que pertanyen respectivament als municipis de Baiona i Oia, a la província de Pontevedra.
En el cap hi trobem el Far Silleiro, construït el 1866. Té una alçada de 9 metres sobre el terra i de 85 sobre el nivell del mar, amb un abast de 30 milles.
A la dècada de 1940 es va construir a la zona la bateria d'artilleria costanera J4 amb l'objectiu de protegir el port de Vigo i l'entrada a la vila de Baiona. La base es va abandonar durant la dècada de 1980, i el 1998 es va retirar el perímetre de seguretat, tot i que la zona pertany al Ministeri de Defensa d'Espanya.